# Tom Vangeneugden
Tom Vangeneugden (Overpelt, 31 januari 1983) is een Belgische zwemmer die woonachtig is te Overpelt. Begin februari 2012 maakte Vangeneugden bekend te stoppen met professioneel zwemmen. Hij is Belgisch recordhouder op de 800 m vrije slag en de 1500 m vrije slag. Op de Olympische Spelen van 2008 in Peking eindigde hij op een 20e plaats op de 1500 m vrije slag. Tijdens de Europese Kampioenschappen kortebaan in Debrecen in 2007 werd hij vijfde in de finale van de 1500m vrije slag. Op hetzelfde nummer bereikte hij de finale van het EK langebaan in Eindhoven in 2008.

## Zwemcarrière
Vangeneugden traint in Eindhoven onder leiding van Marcel Wouda bij het Nationaal Zweminstituut Eindhoven. Hij traint samen met de Nederlandse Olympische kampioenen Hinkelien Schreuder en Maarten van der Weijden. Deze laatste zwemmer kondigde eind 2008 aan te stoppen met zwemmen. Na het WK 2009 kondigde Vangeneugden aan dat hij ook wedstrijden in open water zal zwemmen. Op de Europese kampioenschappen haalde hij op de 5km open water een 15de en op de 10km op water een 14de plaats.

## belangrijkste prestaties
| Jaar | Olympische Spelen    | WK langebaan                             | WK kortebaan  | EK langebaan                           | EK kortebaan                            |
| ---- | -------------------- | ---------------------------------------- | ------------- | -------------------------------------- | --------------------------------------- |
| 2007 |                      | geen deelname                            |               |                                        | 5e 1500m vrije slag 13e 400m vrije slag |
| 2008 | 20e 1500m vrije slag |                                          | geen deelname | 7e 1500m vrije slag                    | geen deelname                           |
| 2009 |                      | 15e 800m vrije slag 13e 1500m vrije slag |               |                                        | geen deelname                           |
| 2010 |                      |                                          | geen deelname | 15e 5km open water 14e 10km open water | geen deelname                           |

## Persoonlijke records
langebaan
| slag       | afstand    | tijd        | datum    | plaats    |
| ---------- | ---------- | ----------- | -------- | --------- |
| vrije slag | 800 meter  | BR 7.58'18  | 01/05/09 | Antwerpen |
| vrije slag | 1500 meter | BR 15.11'04 | 15/08/08 | OS Peking |

kortebaan
| slag       | afstand    | tijd        | datum    | plaats      |
| ---------- | ---------- | ----------- | -------- | ----------- |
| vrije slag | 400 meter  | 3.44'20     | 26/04/09 | Eindhoven   |
| vrije slag | 800 meter  | BR 7.51'43  | 15/12/08 | EK Debrecen |
| vrije slag | 1500 meter | BR 14.45'73 | 15/12/08 | EK Debrecen |